# ヘキサニトロコバルト(III)酸ナトリウム
ヘキサニトロコバルト(III)酸ナトリウムとは、化学式 Na3Co(NO2)6で表されるニトロ錯体である。黄色の塩であり、そのアニオンはコバルト(III)の金属中心に6つの亜硝酸イオンが配位した形をしている。

## 用途

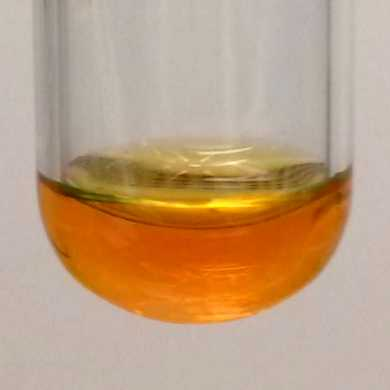
Na_{3}Co(NO_{2})_{6} (aq).

他の特定の陽イオンが存在していない条件において、カリウムやアンモニウムイオンの定性分析に用いられる。これは、ヘキサニトロコバルト(III)酸ナトリウムが水溶性なのに対して、ヘキサニトロコバルト(III)酸のカリウム塩やアンモニウム塩は不溶性の沈殿を生成する性質を利用したものであり、これらの塩は黄色固体として沈殿する。
ヘキサニトロコバルト(III)酸ナトリウムはまた、カリウムの定量分析の基礎的な手法にも用いられる。しかしながら、推奨される反応条件下においても、不溶性の複塩K2Na[Co(NO2)6]・H2Oが析出して定量値に含まれてしまう。また、タリウム(I)に対しても Tl3[Co(NO2)6]という形で沈殿が生成されるため、定量分析に用いることができる。